# Microtheoris ophionalis
Microtheoris ophionalis är en fjärilsart som beskrevs av Walker 1859. Microtheoris ophionalis ingår i släktet Microtheoris och familjen Crambidae. Inga underarter finns listade i Catalogue of Life.